# Haltestelle Wien Praterstern
Die Haltestelle Wien Praterstern im 2. Wiener Gemeindebezirk, Leopoldstadt, war eine Haltestelle am Streckenkilometer 6,2 der Verbindungsbahn zwischen Nord- und Südbahn, der heutigen Stammstrecke der Wiener S-Bahn. Die auf dem Praterstern gelegene Station erstreckte sich zwischen der Hauptallee und der Ausstellungsstraße, ihr betriebliches Kürzel lautete PS.

## Geschichte
Seit 1859 verlief die als Hochbahn auf Viaduktbögen ausgeführte Verbindungsbahn über den Praterstern. 1883 wurde, anlässlich der in jenem Jahr stattfindenden Internationalen Elektrischen Ausstellung, auf dem Platz die Haltestelle Praterstern eingerichtet, um das Gelände der Weltausstellung von 1873 besser zu erschließen. Die neue Station befand sich einen halben Streckenkilometer vor dem Wiener Nordbahnhof und war von diesem betrieblich unabhängig.
Anlässlich der Integration der Verbindungsbahn in das äußere Netz der Wiener Dampfstadtbahn entwarf deren Architekt und Chefplaner Otto Wagner auch die umgebaute Haltestelle Praterstern, deren bauliche Fertigstellung im März 1899 erfolgte. Entgegen den Gepflogenheiten bei den übrigen Hochbahnstationen der Stadtbahn besaß die Haltestelle Praterstern als einzige einen Mittelbahnsteig, der sich bis zur Hedwiggasse erstreckte. Er war mit Rücksicht auf den häufigen starken Wind dort mit zwei Warteräumen ausgestattet. Am südlichen Ende des Perrons befand sich ein großes Stellwerk, das ebenfalls Stilelemente von Otto Wagner aufwies.
Der planmäßige Stadtbahnbetrieb zum Praterstern begann am 30. Juni 1899. In der Haltestelle, die formal fortan ein Bahnhof war, endeten die von der Unteren Wientallinie, der heutigen U4-Strecke, her kommenden Stadtbahnzüge. Ab Eröffnung der Donaukanallinie am 6. August 1901, die heute ebenfalls von der U4 bedient wird, fand dann überwiegend Pendelverkehr zwischen Praterstern und dem Bahnhof Hauptzollamt statt. Trotz der betrieblichen Trennung vom Nordbahnhof sorgte die Stadtbahnstation für eine bessere Integration desselbigen in den Nah- und Regionalverkehr.
Mit der weitgehenden Einstellung des Dampfstadtbahnbetriebs wegen Kohlemangels am 8. Dezember 1918 verlor auch die Haltestelle Praterstern an Bedeutung, es fuhren hier fortan nur noch circa 20 Zugpaare werktäglich. Im Kursbuch der Deutschen Reichsbahn von 1944 ist sie noch mit zwei täglichen Zugpaaren aufgeführt, infolge schwerer Beschädigungen in der Schlussphase des Zweiten Weltkriegs musste die Station schließlich 1945 aufgelassen werden.
Circa 150 Meter nordwestlich der ehemaligen Haltestelle Wien Praterstern befindet sich heute der 1959 eröffnete Bahnhof Wien Praterstern, für dessen Errichtung die Reste der alten Station aus dem 19. Jahrhundert Mitte der 1950er Jahre abgetragen werden mussten.

Ausgang, Eingang und Fahrkartenschalter der Station waren in jeweils einem der Viaduktbögen untergebracht
Aufnahme vom Riesenrad, in Bildmitte das Wagner`sche Aufnahmsgebäude sowie ein Zug aus zehn Stadtbahnwagen und zwei Lokomotiven der Reihe 30
Die Station von der Rotunde aus betrachtet
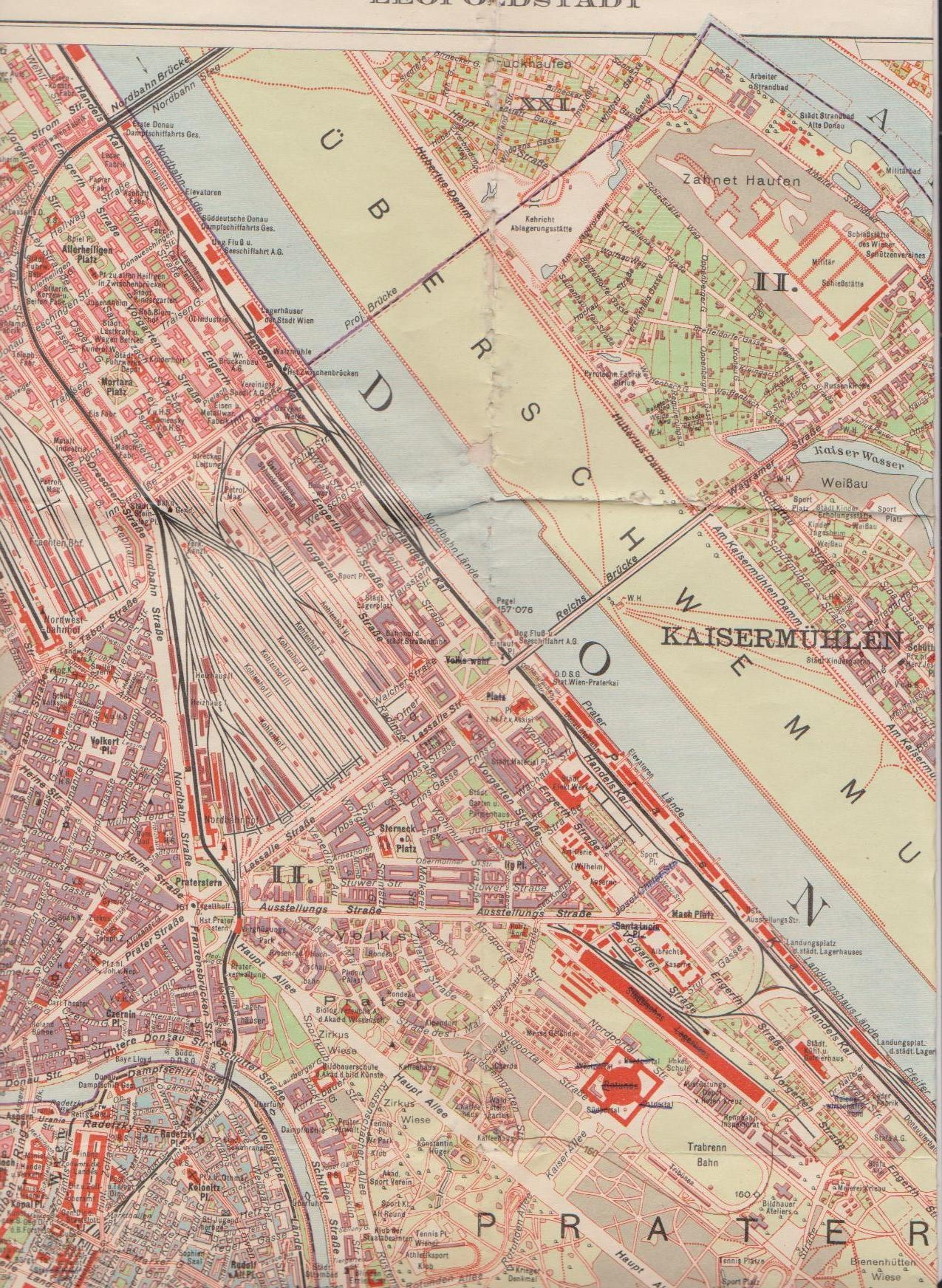
Lage der Haltestelle Praterstern auf einem um 1925 ausgegebenen Stadtplan